# Hastings (Michigan)
Hastings é uma cidade localizada no estado americano de Michigan, no Condado de Barry.

## Demografia
Segundo o censo americano de 2000, a sua população era de 7095 habitantes.
Em 2006, foi estimada uma população de 7081, um decréscimo de 14 (-0.2%).

## Geografia
De acordo com o United States Census Bureau tem uma área de
13,7 km², dos quais 13,6 km² cobertos por terra e 0,1 km² cobertos por água. Hastings localiza-se a aproximadamente 254 m acima do nível do mar.

## Localidades na vizinhança
O diagrama seguinte representa as localidades num raio de 20 km ao redor de Hastings.